# Coro Coro Comic
Coro Coro Comic (月刊コロコロコミック Gekkan Koro Koro Komikku?) es una revista de manga kodomo publicada por la editorial Shōgakukan. Coro Coro está dirigida a niños de escuela primaria y publica mangas basados en franquicias de juguetes, juegos de cartas coleccionables o videojuegos como Pokémon, Super Mario, Hoshi no Kirby, Tamagotchi, Splatoon, BeyBlade y Duel Master. El nombre viene de korokoro, que representa algo esférico, gordo o pequeño. Estos mangas son luego recopilados en tankōbon bajo el sello de Tentomushi CoroCoro Comics o Tentomushi CoroCoro Dragon Comics.
Tiene dos revistas hermanas, Bessatsu CoroCoro Comic y CoroCoro Ichiban!. Ambas son bimensuales y recopilan historias cortas basadas en mangas de la revista principal como los mangas de Pokémon Mundo Misterioso y Pokémon Emerald Battle Frontier.

## Historia
La revista se lanzó en el 15 de mayo de 1977 con el objetivo de publicar mangas infantiles del estilo de Doraemon. El estilo de dibujo y guion de estos mangas es siempre cómico, alegre, explosivo y muy efusivo y trata sobre aventuras y la vida cotidiana.

## Franquicias
Coro Coro acostumbra a regalar juguetes y videojuegos relacionados con los mangas que publica. El juego de Game Boy Pokémon Blue fue vendido a través de años de trabajo y recreaciones. También se han distribuido cartas únicas del juego de cartas coleccionables de Pokémon, así como también de Duel Master.
Las noticias más recientes que abarcan todos los aspectos del mundo de Pokémon ven la luz primeramente en esta revista.

## Mangas publicados en CoroCoro
- Fujiko F. Fujio: Doraemon y Shin Obake no Q-Taro.
- Shigenobu Matsumoto: Duel Masters.
- Ryo Takamisaki: Rockman.exe (Mega Man Battle Network).
- Gōshō Aoyama: Detective Conan Special Edition
- Satoshi Tajiri y Tsunekazu Ishihara: Pocket Monsters.
- Takao Aoki: Bakuten Shoot: Beyblade y Ape Scape!.
- Manabu Kashimoto: Crocket!.
- Michiro Ueyama: ZOIDS: Chaotic Century!.
- Eiji Inuki: Battle B-Daman!.
- Yukio Sawada: Super Mario-kun!.
- Dansu de jump! nā daiboukēn (Manga inspirado en Crash Bandicoot 2: Cortex Strikes Back) (1997).
- Shintaro Mugiwara: Dorabase.
- Yuji Shiozaki: ZOIDS: Planet Zi.
- Yohei Sakkai: Kodai Ōja Kyōryū King.
- Ten'ya Yabuno: Inazuma Eleven.
- Noriyuki Konishi: Yo-Kai Watch.

- Datos: Q715274
- Multimedia: Colo-Colo Comic / Q715274